# Ленарт, Йозеф
Йозеф Ленарт (словац. Jozef Lenárt; 3 апреля 1923, Липтовска-Порубка, Липтовски-Микулаш, Жилинский край, Чехословакия — 11 февраля 2004, Прага, Чехия) — чехословацкий государственный деятель, председатель Правительства Чехословацкой Социалистической Республики (ЧССР; 1963—1968), и.о. президента ЧССР (1968), первый секретарь ЦК Коммунистической партии Словакии (КПС; 1981-1989).

## Биография

#### Детство и молодость
Родился 3 апреля 1923 года в г. Липтовска-Порубка. После окончания школы работал на заводе производителя обуви Baťa в Свите.

#### Политическая карьера
С 1943 года — член КПС. Принял участие в Словацком национальном восстании. Был секретарём партийных ячеек в Попраде и уже в 1947 году был впервые избран в ЦК КПС. В 1951-1953 годах - заместитель министра лёгкой промышленности Чехословацкой Республики (с 1960 года - Чехословацкой Социалистической Республики (ЧССР)). В 1956 году окончил Высшую партийную школу КПСС в Москве. С 1960 года — член Президиума ЦК КПС. В 1962-1963 годах - президент Словацкого Совета.

#### На крупных политических постах
В 1963-1968 годах - председатель Правительства ЧССР. Был менее консервативен, чем его предшественник Вильям Широкий, но на серьёзные реформы чехословацкой экономики не решился. Будучи словаком, не поддерживал движение за расширение автономии Словакии в составе ЧССР. Не поддерживал Пражскую весну и был снят с поста председателя Правительства ЧССР. С 22 по 30 марта 1968 года - и.о. президента ЧССР. Незадолго до подавления Пражской весны Ленарт вместе с другими руководителями Чехословакии вёл переговоры в советском посольстве в Праге, сущность которых неизвестна. По словам самого Ленарта, идея создания нового рабоче-крестьянского правительства исходила от советского посла Степана Червоненко. В ходе периода нормализации - видный словацкий политик, в марте 1981 года был избран первым секретарём ЦК КПС.

#### Последние годы
Во время Бархатной революции чехословацкая оппозиция требовала его отставки вместе с рядом других функционеров. Вечером 26 ноября 1989 года он был выведен из состава ЦК КПЧ и освобождён от всех должностей. В 1990 году был исключён из рядов КПЧ. После распада Чехословакии остался жить в Чехии.
В 2001 году вместе с Милошем Якешем был привлечён к суду в Чехии по обвинению в государственной измене
, но в 2002 году признан невиновным.
Скончался 11 февраля 2004 года в Праге.

## Награды
- Орден Клемента Готвальда (21 марта 1983 года, ЧССР)[11]
- Орден Октябрьской революции (1 апреля 1983 года, СССР)[12].